# Benedict Wong
Benedict Wong (Eccles, 3 juli 1971) is een Brits acteur.

## Biografie
Wong werd geboren in Eccles als kind van immigranten uit Hongkong. Tijdens zijn studie aan het Salford City College in City of Salford werkte hij als plaatsaanwijzer in het theater Green Room Theatre in Manchester en kwam zo in aanraking met het acteren.
Wong begon in 1992 met acteren in de televisieserie Screenplay, waarna hij nog meerdere rollen speelde in televisieseries en films. Wong werd in 2002 genomineerd voor een BAFTA Award voor zijn rol in de film Dirty Pretty Things in de categorie Acteur met de Beste Bijrol. 

## Filmografie

### Films
Selectie:
- 2025 Weapons - als Marcus
- 2022 Doctor Strange in the Multiverse of Madness - als Wong
- 2021 Spider-Man: No Way Home - als Wong
- 2021 Shang-Chi and the Legend of the Ten Rings - als Wong
- 2021 Raya and the Last Dragon - als Tong (stem)
- 2019 Lady and the Tramp - als Bull (stem)
- 2019 Gemini Man - als Baron
- 2019 The Personal History of David Copperfield - als mr. Wickfield
- 2019 Avengers: Endgame - als Wong
- 2018 Avengers: Infinity War - als Wong
- 2018 Annihilation - als Lomax
- 2016 Doctor Strange - als Wong
- 2015 The Martian - als Bruce
- 2013 Kick-Ass 2 - als mr. Kim
- 2012 Prometheus - als Ravel
- 2011 Johnny English Reborn - als Chi Han Ly
- 2011 The Flying Machine - als Lang Lang (stem)
- 2010 Shanghai - als Juso Kita
- 2009 Moon - als Thompson
- 2008 Largo Winch - als Wiliam Kwan
- 2007 Sunshine - als Trey
- 2005 A Cock and Bull Story - als Ed
- 2003 Code 46 - als medici
- 2002 Dirty Pretty Things - als Guo Yi
- 2001 Spy Game - als Tran
- 2001 Wit - als collega

### Televisieseries
Uitgezonderd eenmalige gastrollen.
- 2024 3 Body Problem - als Da Chi (8 afleveringen)
- 2022 She-Hulk: Attorney at Law - als Wong - 3 afl.
- 2021 What If...? - als Wong (stem)
- 2020-2023 What We Do in the Shadows - als Wallace - 2 afl.
- 2019 The Dark Crystal: Age of Resistance - als de generaal (skekVar) (stem) - 9 afl.
- 2018-2019 Deadly Class - als Master Lin - 10 afl.
- 2014-2016 Marco Polo - als Kublai Khan - 20 afl.
- 2014 Prey - als Ashley Chan - 3 afl.
- 2013 The Wrong Mans - als Lau - 4 afl.
- 2011-2013 Top Boy - als Vincent - 6 afl.
- 2010-2011 Law & Order: UK - als Eli Smart - 2 afl.
- 2010 Spirit Warriors - als Li - 7 afl.
- 2007 The Peter Serafinowicz Show - als diverse karakters - 4 afl.
- 2002-2004 15 Storeys High - als Errol - 12 afl.
- 2003 State of Play - als Pete Cheng - 6 afl.
- 2002 tlc - als Terry Cheung - 6 afl.
- 2002 The Bill - als DS David Chiu - 5 afl.
- 2000 The Bill - als Michael Wei  - 3 afl.
- 1998 Supply & Demand - als Frankie Li - 6 afl.